# Karel Hasch
Karel Hasch (* 29. března 1948 Plzeň) je soudce Nejvyššího soudu České republiky. Je uznáván jako odborník v oboru trestního práva.

## Život
Karel Hasch se narodil v Plzni, kde také absolvoval střední všeobecnou vzdělávací školu a střední zdravotnickou školu, poté začal studovat na Právnické fakultě UK v Praze. Během studia získal resortní stipendium, přičemž se zavázal, že po promoci nastoupí jako justiční čekatel do obvodu plzeňského krajského soudu. V roce 1974 byl zvolen soudcem chebského okresního soudu, kde působil jako předseda trestního senátu, už o rok později byl ale přidělen ke krajskému soudu do Plzně a po roční praxi byl zvolen jeho soudcem a zařazen do odvolacího senátu, zaměřeného na trestné činy spáchané v silniční dopravě.
Na základě své erudice byl v roce 1979 zvolen soudcem republikového Nejvyššího soudu, kde se specializoval na hospodářské trestné činy. Mezitím na Právnické fakultě UK složil rigorózní zkoušku a získal titul doktora práv. V roce 1981 byl zvolen soudcem federálního Nejvyššího soudu, díky svému zájmu o teoretickoprávní otázky a tvorbu judikatury začal kromě běžné soudcovské činnosti v pozici předsedy senátu pracovat i v evidenčním senátu a také redigovat trestní část Sbírky soudních rozhodnutí a stanovisek, kterou Nejvyšší soud vydává. Je též členem redakční rady časopisu Trestní právo.
Dr. Hasch je ženatý, spolu s manželkou mají dva syny. V letech 1982–1989 byl členem KSČ, nezastával zde žádné politické funkce. Pavel Rychetský jej při porevolučním znovuzvolení soudcem Nejvyššího soudu zhodnotil jako vynikajícího právníka s vysokou odborností, velmi pracovitého a uvážlivého, který i v minulosti prosazoval všeobecně platné principy práva a morálky.